# Sociedade dos Engenheiros Mecânicos dos Estados Unidos
A Sociedade Norte-americana de Engenheiros Mecânicos (em inglês American Society of Mechanical Engineers - ASME) é uma associação profissional de engenheiros mecânicos dos Estados Unidos, fundada em 1880.
As principais atividades da ASME estão centradas em:
- Promoção da ciência e engenharia mediante a organização de congressos e simpósios
- Especialização dos engenheiros mediante cursos e palestras
- Elaboração de normas e regulamentos técnicos.

O quadro técnico da ASME é atualmente (!) subdividido em 37 ramos específicos, dentre os quais: indústria aeroespacial, ciência dos materiais, nanotecnologia, energia nuclear, transporte ferroviário, mecânica dos fluidos, vasos de pressão, gasodutos, etc.
As normas e regulamentos técnicos da ASME são utilizadas por diversos países. O conhecimento e aplicação das mesmas é portanto fundamental para quem tenciona participar do comércio internacional.

## Condecorações
A ASME patrocina o trabalho científico de pessoas físicas e jurídicas, mediante diversos prêmios e medalhas:
- Prêmio Theodore von Kármán (Theodore von Karman)
- Medalha Nathan M. Newmark (Nathan M. Newmark)
- Medalha Alfred M. Freudenthal (Alfred Martin Freudenthal)
- Medalha Jack Cermak (Jack Cermak)
- Medalha Maurice A. Biot (Maurice Anthony Biot)
- Medalha Robert H. Scanlan (Robert H. Scanlan)
- Medalha Timoshenko.